# Vålerenga Fotball
Il Vålerenga Fotball, noto solo come Vålerenga, è una società calcistica norvegese con sede nell'omonimo quartiere della capitale Oslo. Fondata nel 1913, Vålerenga gioca nella Obos-Ligaen, il secondo livello del campionato norvegese di calcio (il più basso a carattere professionistico), essendo stata retrocessa dalla Eliteserien dopo una stagione al di sotto delle aspettative nel 2022/2023.
Dal 2017 gioca le partite casalinghe nell'Intility Arena (17 333 posti). In precedenza giocava nel Bislett Stadion e nell'Ullevaal Stadion. Nel suo palmarès ci sono 5 campionati nazionali e 4 Coppe di Norvegia. Tra i trofei non ufficiali sono annoverati 4 campionati di Oslo.

## Storia
La storia del club iniziò nel 1898, quando fu fondato con il nome Fotballpartiet Spark. Diventò Idrettslaget Spring il 29 luglio 1913. Soltanto in seguito il nome cambiò in Vaalerengens Idrættsforening. Il Vålerengen vinse quattro campionati di Oslo prima che si costituisse una lega nazionale. Nella Hovedserien 1948-1949, la squadra si classificò al secondo posto.
Nel 1965 la squadra si aggiudicò il primo campionato della sua storia. Il decennio seguente, però, fece conoscere alla squadra la 3. divisjon (così era chiamato il terzo livello del campionato norvegese, ora 2. divisjon): il club retrocesse nel 1970 e non tornò nella massima divisione fino al 1974. Negli anni ottanta, arrivarono altri tre titoli nazionali, oltre ad una Norgesmesterskapet. Sempre nel corso del decennio, il Vålerenga fu finalista di coppa perdente in due occasioni e collezionò un terzo posto finale in campionato.
Nel 1990 il Vålerenga retrocesse dopo quattordici anni consecutivi nella massima divisione. Rischiò di retrocedere nuovamente nel 1992, ma riuscì a salvarsi grazie ad un successo all'ultima giornata di campionato contro l'Eik-Tønsberg, evitando così di essere relegato nuovamente nella 3. divisjon. Raggiunse la promozione nel 1994, ma retrocesse ancora nel 1996. L'anno seguente, centrò la promozione e il successo nell'edizione stagionale della Coppa di Norvegia.
Il campionato 2000 vide nuovamente la retrocessione del Vålerenga, a causa di una sconfitta nelle qualificazioni al campionato seguente contro il Sogndal. Tornò nella massima divisione nel 2002, vincendo contemporaneamente la coppa nazionale. Dal 2004, la squadra tornò a lottare per il titolo: arrivò a pari punti con il Rosenborg, in cima alla classifica. Il Vålerenga ebbe anche la stessa differenza reti, ma segnò meno gol e questo permise al Rosenborg di vincere il campionato.
Il campionato 2005 si concluse con il successo del Vålerenga, che mise fine al regno ininterrotto di tredici anni del Rosenborg. La squadra si aggiudicò, tre anni dopo, la Coppa di Norvegia 2008.

## Allenatori e presidenti
| Allenatori - 1944 Henry Johansen - 1944-1946 Ragnar Sørensen - 1947-1948 Kristian Henriksen - 1949 Alfred Ulrich - 1949 Henry Johansen - 1949-1950 Eugen Svendsen - 1950 Lorang Ridder Nilsen - 1951 Ragnar Sørensen - 1952-1953 Brede Borgen - 1954 Ragnar Sørensen - 1955 Willibald Hahn - 1956 Vilém Červený - 1957-1958 Kristian Henriksen - 1959-1961 Odd Gulbrandsen - 1961 Lorang Ridder Nilsen - 1962 Knut Osnes - 1963 Øivind Johannessen - 1964-1966 Anton Ploderer - 1967-1970 Haakon Windingstad - 1971-1972 Leif Eriksen - 1973 Jostein Vigum - 1974-1975 Øivind Johannessen - 1976-1977 Per Hænes - 1978 Joar Hoff - 1979-1981 Leif Eriksen - 1982 Knut Erik Rikheim - 1982 Leif Eriksen - 1983 Gunder Bengtsson - 1984 Per Anders Sjøvold - 1984 Gunder Bengtsson - 1985 Olle Nordin - 1986 Christer Nilsson - 1986 Dag Vestlund - 1987-1988 Svein Ivar Sigernes - 1988-1989 Alf Inge Notkewich - 1989-1990 Dag Vestlund - 1990-1992 Olle Nordin - 1993-1997 Vidar Davidsen - 1998-1999 Egil Olsen - 1999 Knut Arild Løberg - 2000 Tom Nordlie - 2001-2006 Kjetil Rekdal - 2006-2007 Petter Myhre - 2007-2008 Harald Aabrekk - 2008-2012 Martin Andresen - 2013-oggi Kjetil Rekdal | Presidenti - 2006-oggi Odd Skarheim |

## Calciatori

### Contributo alle nazionali
Il Vålerenga ha offerto due calciatori alla Nazionale norvegese per le manifestazioni internazionali, nella sua storia: si tratta di Henry Johansen (convocato per il campionato del mondo 1938) e Kjetil Rekdal (convocato per il campionato d'Europa 2000).

## Palmarès

### Competizioni nazionali
- Campionato norvegese: 5

1965, 1981, 1983, 1984, 2005
- Coppa di Norvegia: 4

1980, 1997, 2002, 2008
- 1. divisjon: 3

1997, 2001, 2024

### Competizioni regionali
- Campionato di Oslo: 4

1927, 1932, 1933, 1934

### Competizioni giovanili
- Norgesmesterskapet G19: 2

1967, 1968
- Norgesmesterskapet G16: 2

2012, 2019

### Altri piazzamenti
- Campionato norvegese:

Secondo posto: 1948-1949, 2004, 2010
Terzo posto: 1974, 1985, 2006, 2020
- Coppa di Norvegia:

Finalista: 1983, 1985
Semifinalista: 1949, 1951, 1964, 1967, 1981, 1996, 2005, 2009, 2017, 2023
- Supercoppa di Norvegia:

Finalista: 2009

## Record
- Massima vittoria in campionato: 8-0 contro il Lisleby, 1951
- Record di stagioni consecutive in massima serie: 14 (dal 1977 al 1990)
- Record di presenze in campionato (dal 1963): Tom Henning Hovi, 197 match (dal 1997 al 2006)
- Record di gol: Einar Bruno Larsen, 99 gol (dal 1957 al 1968)
- Record di gol in una sola stagione: Viðar Örn Kjartansson, 25 gol in 26 match (2014)
- Record di spettatori: Ullevaal Stadion, 23 ottobre 2005, ultima gara casalinga della stagione 2005, contro il Rosenborg, 24 894 spettatori

## Organico

### Rosa 2025
Rosa aggiornata al 3 aprile 2025.
| N. |                        | Ruolo | Calciatore             |
| -- | ---------------------- | ----- | ---------------------- |
| 1  | Norvegia (bandiera)    | P     | Jacob Storevik         |
| 2  | Norvegia (bandiera)    | D     | Christian Borchgrevink |
| 3  | Norvegia (bandiera)    | D     | Håkon Sjåtil           |
| 4  | Norvegia (bandiera)    | D     | Aaron Kiil Olsen       |
| 5  | Danimarca (bandiera)   | D     | Kevin Tshiembe         |
| 6  | Norvegia (bandiera)    | D     | Vegar Eggen Hedenstad  |
| 7  | Norvegia (bandiera)    | C     | Magnus Riisnæs         |
| 8  | Norvegia (bandiera)    | C     | Henrik Bjørdal         |
| 9  | Paesi Bassi (bandiera) | A     | Mees Rijks             |
| 10 | Danimarca (bandiera)   | C     | Carl Lange             |
| 11 | Danimarca (bandiera)   | A     | Elias Sørensen         |
| 14 | Nigeria (bandiera)     | A     | Obasi Onyebuchi        |

| N. |                      | Ruolo | Calciatore                |
| -- | -------------------- | ----- | ------------------------- |
| 15 | Norvegia (bandiera)  | C     | Elias Kristoffersen Hagen |
| 20 | Norvegia (bandiera)  | A     | Lorents Apold-Aasen       |
| 21 | Norvegia (bandiera)  | P     | Magnus Sjøeng             |
| 22 | Norvegia (bandiera)  | C     | Stian Sjøvold             |
| 23 | Finlandia (bandiera) | D     | Noah Pallas               |
| 24 | Norvegia (bandiera)  | C     | Petter Strand             |
| 26 | Norvegia (bandiera)  | A     | Filip Thorvaldsen         |
| 29 | Camerun (bandiera)   | C     | Brice Ambina              |
| 31 | Norvegia (bandiera)  | A     | Omar Bully Drammeh        |
| 55 | Norvegia (bandiera)  | D     | Sebastian Jarl            |
| 80 | Danimarca (bandiera) | A     | Muamer Brajanac           |

### Staff
| Staff dell'area amministrativa - Odd Skarheim - Presidente - Pål Breen - Amministratore delegato - Søren Eriksen - Responsabile marketing - Elin Horn - Responsabile amministrativo - Frida Blomgren - Responsabile competizioni - Sjur Mørk - Responsabile eventi - Lasse A. Vangstein - Responsabile comunicazioni - Rune Riberg - Direttore economico - Joacim Jonsson - Direttore sportivo | Staff dell'area tecnica - Geir Bakke - Allenatore - Jan Frode Nornes - Vice allenatore - Petter Myhre - Vice allenatore - Kaz Sokolowski - Preparatore atletico - Gjermund Østby - Preparatore dei portieri - Erik Rosenlund - Medico - Roy Jonasson - Massaggiatore |